# Tom Phillips
Thomas Hannifan, detto Tom (Filadelfia, 19 maggio 1989), è un commentatore di wrestling statunitense sotto contratto con la Total Nonstop Action Wrestling.
È principalmente ricordato per i suoi trascorsi tra il 2013 e il 2021 nella World Wrestling Entertainment, dove era conosciuto con il ring name Tom Phillips.

## Biografia
La prima esperienza televisiva di Hannifan è stata come presentatore di un discorso pubblico per una partita di football americano nel suo secondo anno di liceo, dove ha anche giocato a backgammon e atletica leggera. Fu allora che capì immediatamente che voleva essere un giornalista sportivo. La sua ricerca per perfezionare la sua arte lo portò alla Penn State Altoona e poi al campus principale della Penn State, laureandosi in giornalismo televisivo con particolare attenzione alle trasmissioni sportive. Durante il suo soggiorno a Happy Valley, Hannifan è stato attivamente coinvolto in COMRadio, la stazione radio gestita dagli studenti a Penn State. Dopo aver lavorato con la filiale studentesca di Big Ten Network e essersi diplomato alla Penn State, Hannifan ha commentato delle partite per le squadre di football americano e basket del Juniata College nella Pennsylvania centrale per $50 a partita.
Dopo un anno e mezzo fuori dalla scuola, Hannifan si chiedeva se la trasmissione fosse adatta per lui, quando ha ricevuto un'offerta di lavoro dalla WWE.

## Carriera

### WWE (2013–2021)
Hannifan ha condotto interviste nel backstage per l'app WWE a Raw ed è stato il principale telecronista di Superstars, Main Event e SmackDown, affiancato dai commentatori Jerry Lawler e Byron Saxton, fino a quando non è stato sostituito da Rich Brennan nell'episodio del 27 agosto 2015 di SmackDown. È stato l'intervistatore per WWE.com e anche il presentatore della Social Media Lounge in tutti i pre-show dei pay-per-view della WWE, fino a Fastlane 2017, quando Charly Caruso ha preso il suo posto.
Nell'estate del 2014, Phillips è stato protagonista in una breve storyline con Alicia Fox, dove è stato perseguitato e tormentato da lei in diverse occasioni, sia a bordo ring che nel backstage. Hannifan, nel ruolo di Tom Phillips, funge da presentatore principale per il team di commento di SmackDown Live. Dopo aver vinto lo United States Championship contro Kevin Owens a Payback, Chris Jericho ha inserito sia Phillips che Mike Rome sulla sua lista per aver interrotto il suo addio al general manager di Raw Kurt Angle. È stato il commentatore principale delle registrazioni e delle trasmissioni del marchio NXT dal 2014 fino a quando non sarà sostituito da Mauro Ranallo nel 2017.
Il 2 aprile 2017, Phillips è stato il presentatore principale di WrestleMania 33 per il roster di SmackDown, diventando così la quinta persona nella storia della compagnia a ricoprire il ruolo di commentatore principale a WrestleMania. Phillips ha anche guidato il team di commento in 205 Live prima che Vic Joseph lo sostituisse.
Nel 2017, un'utente di Twitter di nome Melissa ha pubblicato degli screenshot di conversazioni esplicite che sostiene siano avvenute tra lei e Phillips mentre erano fidanzati. Dopo la diffusione della notizia, Phillips ha impostato i suoi account sui social media come privati.
Phillips ha sostituito Cole il 2 ottobre 2017 a Raw in modo che Michael Cole potesse partecipare al matrimonio di suo figlio.
Il 5 ottobre 2019, la WWE ha annunciato che un nuovo team di telecronaca sarà su NXT UK di cui faceva parte insieme a Aiden English e Nigel McGuinness. Il 1º novembre 2019, a causa di significativi ritardi dei voli, Phillips ha sostituito nel tavolo di commento Michael Cole e Corey Graves a SmackDown con altri commentatori sostitutivi: Renee Young e Aiden English nella prima ora, e Pat McAfee nella seconda ora.
Il 26 gennaio 2020, Phillips è stato il commentatore principale alla Royal Rumble per il brand Raw, e il giorno successivo, Phillips ha annunciato che tornerà a ricoprire il ruolo di commentatore a Raw, in sostituzione di Vic Joseph insieme a Jerry Lawler e Byron Saxton. Il 12 marzo 2020, Phillips ha lasciato la squadra di telecronisti a NXT UK, rimanendo a Raw, ed è stato sostituito dal commento da Andy Shepherd. Nell'aprile del 2021, è stato annunciato che Phillips sarebbe stato sostituito da Adnan Virk nel ruolo di telecronista di Raw.
Il 27 maggio 2021, la WWE ha annunciato di aver rilasciato Phillips dal suo contratto, ponendo fine ai suoi quasi nove anni di permanenza nella compagnia. Nel gennaio 2022, Phillips ha rivelato la sua reazione al suo rilascio dalla WWE, dichiarando: “È stato uno shock e una sorpresa. È stato un giorno emozionante e straziante, ma questo è un business. Si tratta di tagli al budget, e la pandemia ha colpito molte aziende diverse in molti modi diversi... Ho avuto bisogno di un po' di tempo per separare i miei sentimenti personali da ciò che è successo dal punto di vista lavorativo”.

### Impact Wrestling (2022–presente)
L'8 gennaio 2022, viene annunciato che Tom Phillips sarebbe stato il nuovo commentatore ufficiale dei programmi targati Impact Wrestling, sostituendo così Matt Striker. Phillips, fa il suo debutto in telecronaca con la promozione (con il suo nome d'anagrafe, Tom Hannifan) in occasione dell'evento in pay-per-view Hard to Kill 2022.